# Ilyodrilus perrieri
Ilyodrilus perrieri är en ringmaskart som beskrevs av Eisen 1879. Ilyodrilus perrieri ingår i släktet Ilyodrilus och familjen glattmaskar. Inga underarter finns listade i Catalogue of Life.